# Jürgen Apitz
Jürgen Apitz (* 25. Juni 1932 in Burg (bei Magdeburg); † 6. September 2014) war ein deutscher Pädiater und Hochschullehrer.

## Leben
Apitz legte sein Abitur 1952 in Uelzen ab. In Göttingen begann er ein Studium in Naturwissenschaften und Medizin, das er mit dem medizinischen Staatsexamen abschloss. Im Jahr 1964 wurde er Kinderarzt und habilitierte sich im folgenden Jahr. Er war zu dieser Zeit an der Universitäts-Kinderklinik Göttingen tätig und arbeitete unter anderem mit Alois J. Beuren in der kinderkardiologischen Arbeitsgruppe zusammen. Im Jahr 1966 wechselte Apitz nach Tübingen und baute dort die kinderkardiologische Abteilung auf. 1971 wurde Apitz zum Außerplanmäßigen Professor ernannt und 1972 wurde er auf das deutschlandweit erst zweite Ordinariat für Kinderkardiologie in Tübingen berufen. 1986 erging ein Ruf an die Göttinger Universität auf den Lehrstuhl für Pädiatrische Kardiologie, den er jedoch ablehnte. Apitz war zweimal (1977–1979 und 1989–1991) Vorsitzender der Deutschen Gesellschaft für Kinderkardiologie.
Apitz war verheiratet, der Ehe entstammen vier Söhne.

## Schriften (Auswahl)
- Herz und Kreislauf, Springer, Berlin/Heidelberg/New York 1982, ISBN 978-3-540-11015-6.
- Hrsg.: Pädiatrische Kardiologie. Erkrankungen des Herzens bei Neugeborenen, Säuglingen, Kindern und Heranwachsenden, 2., überarb. und erw. Aufl., Steinkopff, Darmstadt 2002, ISBN 978-3-642-63298-3.